# آیا سر من توی این بزرگ شده‌است؟
آیا سر من توی این بزرگ شده‌است؟ (در انگلیسی: Does My Head Look Big in This?) نام کتابی است نوشتهٔ رنده عبدالفتاح که در استرالیا چاپ شده است. نویسنده دربارهٔ دغدغه‌های یک بانوی مسلمان در دنیای امروز غربی می‌گوید. او دغدغه‌هایش را در قالب دغدغه‌های یک دختر نوجوان مسلمان ریخته است و راوی با حجاب شدن او است.
نویسنده در این کتاب با زبانی ساده و جذاب زندگی دختر نوجوان شانزده ساله‌ای را روایت می‌کند که در عین هیجانات و بازیگوشی‌های نوجوانانه خود در کشور استرالیا، تصمیم می‌گیرد باحجاب باشد؛ و به مذهب خود به طور کامل عمل کند.

## انتشار در ایران
محسن بدره این کتاب را در سال ۱۳۹۲ با نام بهم میاد به فارسی ترجمه کرده است. کتاب توسط انتشارات آرما در ایران به چاپ رسیده‌است و در سال ۹۳ شمسی به چاپ هفتم رسید و جایزه برتر کتاب اصفهان را از آن خود کرد.